# آیسیس تیلر
آیسیس تیلر (انگلیسی: Isis Taylor؛ زاده ۲۳ اکتبر ۱۹۸۹) بازیگر پورنوگرافی اهل ایالات متحده آمریکا است.